# وسانتو
وِسانْتو (به فنلاندی: Vesanto) یک منطقهٔ مسکونی در فنلاند است که در ساوونیای شمالی واقع شده‌است.